# Iwan Syjak
Iwan Syjak (ur. 1887, zm. 1937) – ukraiński prawnik, działacz ruchu socjalistycznego.
Był oficerem Legionu Ukraińskich Strzelców Siczowych i Ukraińskiej Armii Halickiej, a od połowy 1919 działaczem bolszewickim, i członkiem Galrewkomu.
W latach 30. i na początku lat 30. XX wieku był dyrektorem Instytutu Lingwistycznego w Kijowie. W 1933 został aresztowany i skazany na karę więzienia, w 1937 rozstrzelany.